# Рекадо рохо

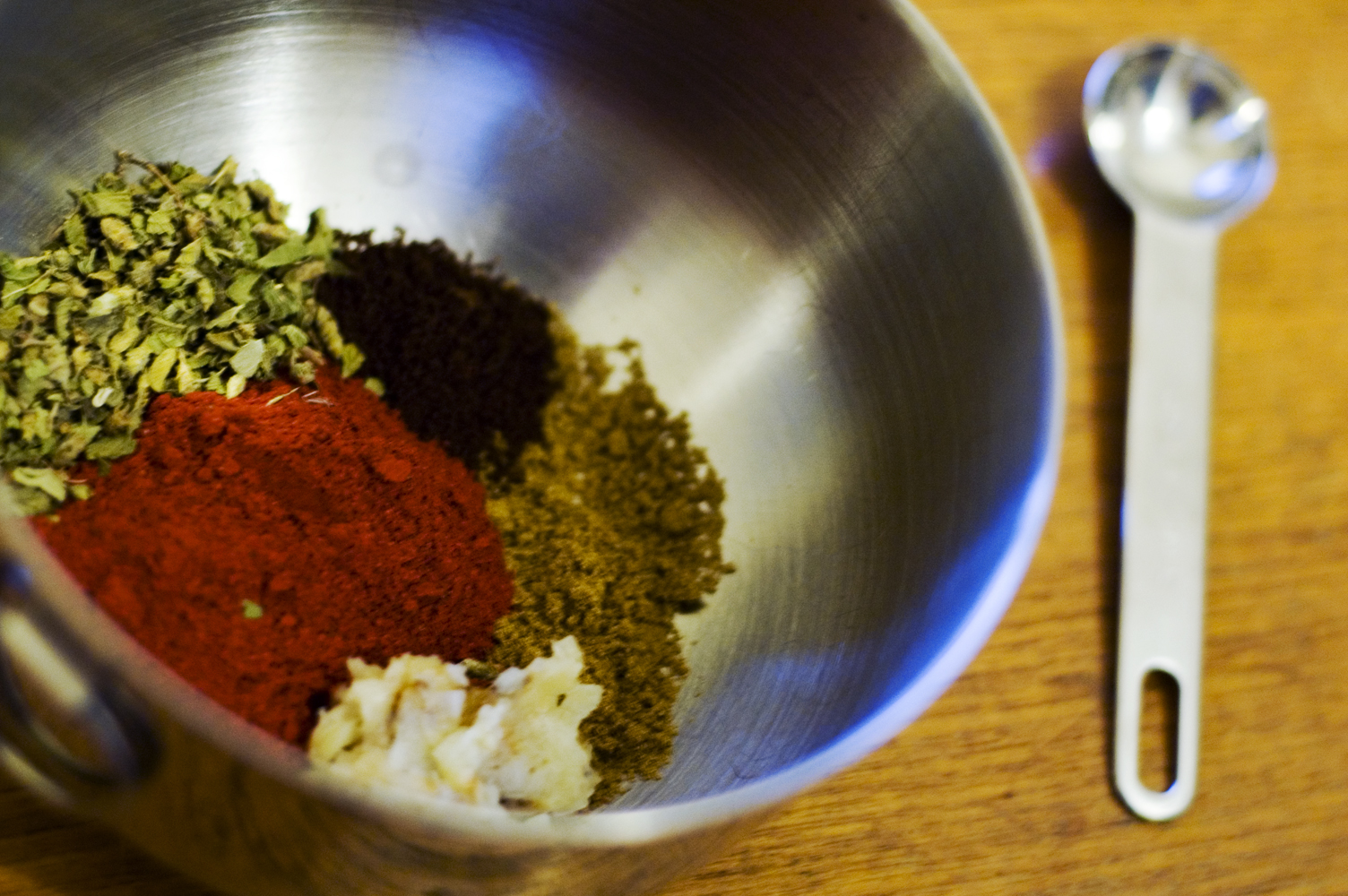
Ингредиенты рекадо рохо (пасты ачиоте)

Рекадо рохо (исп. Recado rojo) или паста ачиоте — южноамериканская смесь специй. В настоящее время она прочно ассоциируется с мексиканской и белизской кухнями, особенно штатов Юкатана и Оахаки. Смесь специй обычно включает аннато, орегано, тмин, гвоздику, корицу, черный перец, душистый перец, чеснок и соль. Семена аннато окрашивают смесь в красный цвет и придают пище характерный красно-оранжевый цвет.
Пасту растворяют в лимонном соке, воде, масле или уксусе, используют в качестве маринада для мяса или натирают его непосредственно. Затем мясо готовят на гриле, барбекю, запекают или жарят. Иногда специи добавляют в кукурузное тесто для придания пикантного вкуса и цвета эмпанадам и красным тамале. Паста может быть ингредиентом при приготовлении тако аль пастор или чоризо.

## Вариации
Recado negro – разновидность рекадо рохо, производится в регионах проживания майя: Юкатан, Мексика, Гватемала и Гондурас.
Рекадо негро чёрного цвета, как следует из названия, готовится из обожженного сушеного красного перца чили, поджаренного черного перца горошком, душистого перца, тмина, гвоздики и ачиоте, обугленных лепешек, лука и чеснока, кислого апельсинового сока , чеснока, орегано и соли .
Варианты рекадо включают: рекадо бланко, рекадо механо и рекадо эспаньоль.